# 14-й механизированный корпус
14-й механизированный корпус РККА (14 мк) (войсковая часть 8535) — общевойсковое оперативно-тактическое соединение (механизированный корпус) РККА СССР, сформированный в марте 1941 года и дислоцированный в Западной Белоруссии. Мехкорпус был уничтожен в июне 1941 года в Белостокско-Минском сражении в ходе Великой Отечественной войны.

## История формирования корпуса
Формирование корпуса началось весной 1941 года. Управление корпуса формировалось в Кобрине и было размещено в части помещений штаба 4-й армии Западного Особого военного округа.
К началу войны корпус имел 520 легких танков, из них 504 Т-26 и 6 БТ.

### Довоенное место дислокации штаба корпуса
Западный особый военный округ, Кобрин
21 июня 1941 года командир корпуса генерал-майор Оборин находился в расположении 22-й танковой дивизии, устроив в ней внеплановый строевой смотр — несмотря на то, что один из танковых полков только что вернулся с полевых занятий.
Вечером 21 июня 1941 года комкор с командиром 22-й дивизии и его заместителем выехали на артиллерийский полигон южнее расположения танкистов. На 22 июня 1941 года на полигоне планировалось проведение учений подразделений и корпусной артиллерии 28-го стрелкового корпуса совместно с танками 22-й танковой дивизии.
Приказание о приведении в боевую готовность дивизий 14-го механизированного корпуса, отданное в 3 часа 30 минут, передать в части до начала боевых действий не успели.
Части 14-й механизированного корпуса поднимались по боевой тревоге в ходе артиллерийского налета и авиационного удара противника.

Штаб 14-го механизированного корпуса, понеся потери в людях и особенно в средствах связи, перешел на подготовленный командный пункт в лесу севернее Тевли.— Сандалов Л. М. Боевые действия войск 4-й армии в начальный период Великой Отечественной войны

В соответствии с планом прикрытия и распоряжением командующего армией дивизии 14-го механизированного корпуса продолжали сосредоточение в район Жабинки. Командир корпуса генерал-майор танковых войск С. И. Оборин доносил, что 30-я танковая дивизия к 11 часам 22 июня 1941 года находилась на марше в район сосредоточения и головой колонны главных сил вышла к рубежу Поддубно. Технической связи с нею не было. По докладу делегата связи, дивизия имела один боекомплект боеприпасов и одну заправку горючего. На марше ее части подвергались неоднократному налету авиации противника. О потерях сведений не поступало.— Сандалов Л. М. Боевые действия войск 4-й армии в начальный период Великой Отечественной войны
С началом войны корпус вступил в сражение на белостокском направлении против превосходящих сил противника.

### Белостокско-Минское сражение

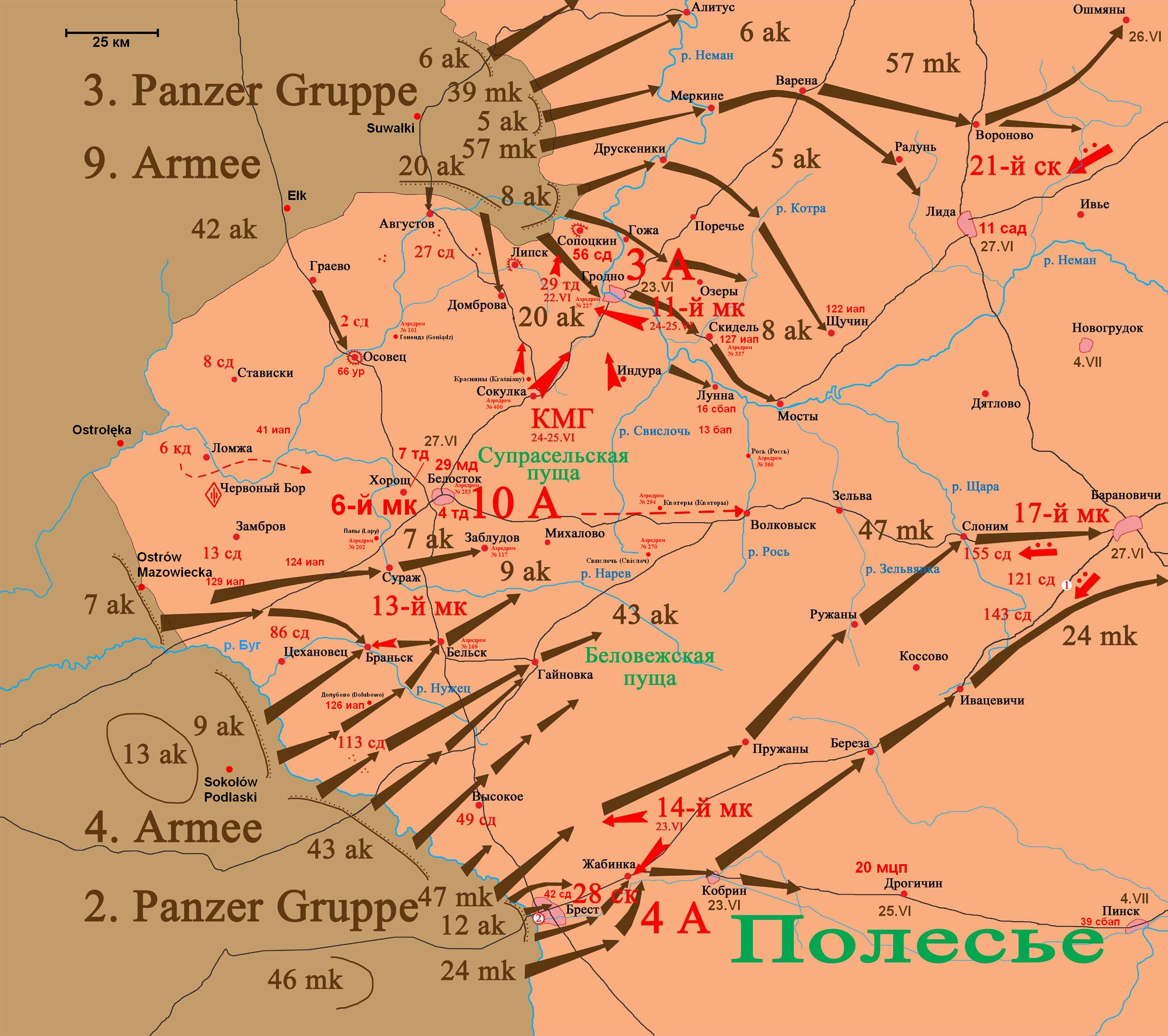
Бои на Белостокском выступе 22-25 июня 1941 года

Согласно Боевому распоряжению командующего войсками Западного фронта от 23 июня 1941 г. командующему войсками 4-й армии на оборону рубежа р. Ясельда и на наступление в направлении Пружаны силами 121-й стрелковой дивизии и 14-го механизированного корпуса решительно атаковать противника от Ружаны в общем направлении на Пружаны..
В 10 часов утра 23 июня 1941 года командарм 4-й армии отдает приказ: «14-му механизированному корпусу обеспечить пружанское направление, не допуская противника восточнее реки Муховец (канала Муховец)…»
23 июня 1941 года части 14-го механизированного корпуса и 28-го стрелкового корпуса 4-й армии контратаковали немецкие войска в районе Бреста, но были отброшены.
За два дня боев 14-й механизированный корпус лишился большей части танков и другой техники.

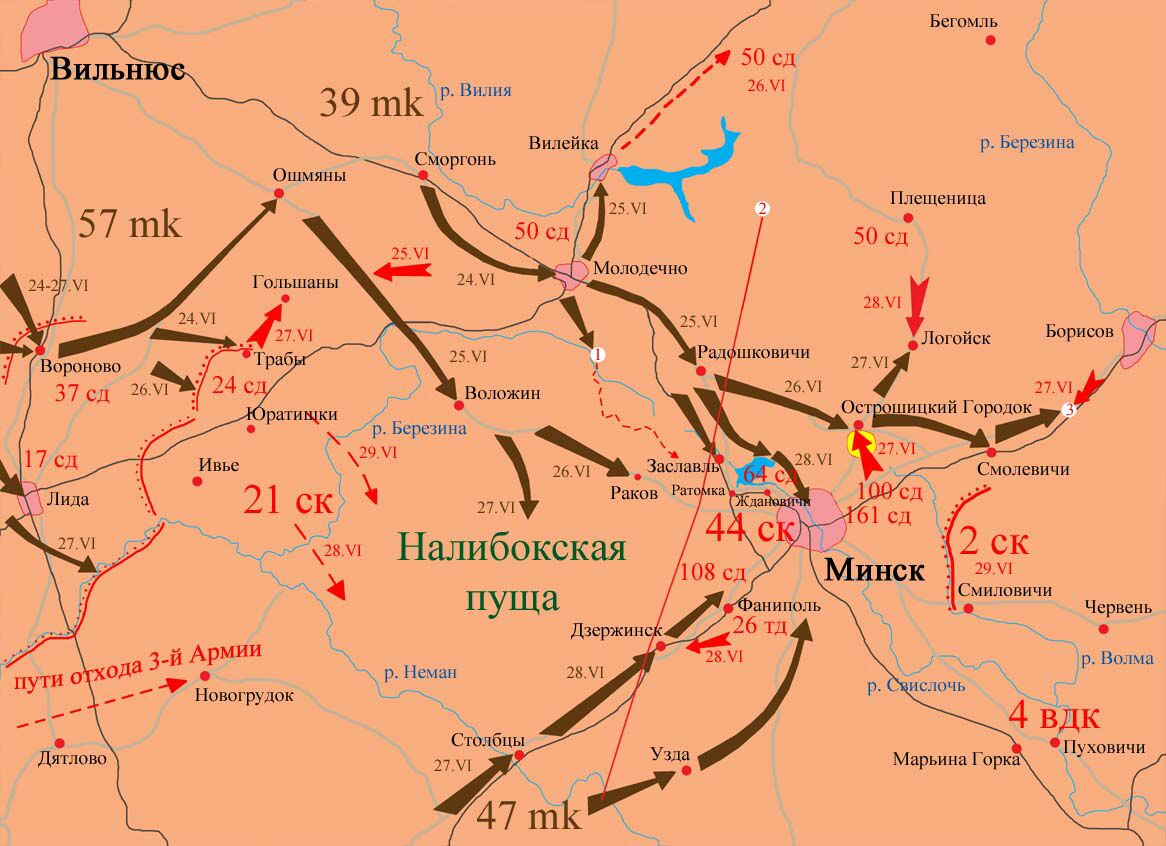
Прорыв немецкой 3-й танковой группы к Минску
24-28 июня 1941.

К 13 часам 24 июня 1941 года передовые отряды 55-й стрелковой дивизии достигли Миловидов, где обнаружили отходившие после неудачного контрудара подразделения 205-й моторизованной дивизии.
24 июня 1941 года в 14 часов, после авиационной и артиллерийской подготовки немецкие танковые дивизии 24-го моторизованного корпуса нанесли удар по 55-й стрелковой дивизии, которая не успела за предоставленный час полностью подойти и организовать прочную оборону на рубеже Стрелово, Миловиды, Кулики.
Не выдержав наступления превосходящих сил противника, части 55-й стрелковой дивизии начали отходить на восток.
К месту прорыва противника был направлен сводный отряд из остатков 22-й и 30-й танковых дивизий. Успешный «контрудар подвижного резерва» 25-ти танков Т-26 сводного отряда 14-го мехкорпуса на какое-то время позволил стабилизировать положение 55-й стрелковой дивизии.
26 июня 1941 года значительная часть 14-го механизированного корпуса, по-прежнему, действовала в оперативном тылу 2-й немецкой танковой группы.

## Боевой и численный состав корпуса
| Дата       | Фронт          | Армия     | В составе (танковые и моторизованая)                                     | Другие части, в том числе приданные | Примечания |
| ---------- | -------------- | --------- | ------------------------------------------------------------------------ | ----------------------------------- | ---------- |
| 22.06.1941 | Западный фронт | 4-я армия | 22-я танковая дивизия 30-я танковая дивизия 205-я моторизованная дивизия | 20-й отдельный мотоциклетный полк   | -          |

- 14-й механизированный корпус (генерал-майор С. И. Оборин, полковник Иван Васильевич Тутаринов, Кобрин)

### Период подчинения
- - 22-я танковая дивизия (генерал-майор В. П. Пуганов, Брест, южный военный городок)
  - 30-я танковая дивизия (полковник Богданов, Семён Ильич, )
  - 205-я моторизованная дивизия (полковник Кудюров Филипп Филиппович) — 22.06.1941 — 30.06.1941[4]
  - 20-й отдельный мотоциклетный полк

### Наличие танков на 20 февраля 1941 года
По состоянию на 20 февраля 1941 года в составе 14-го механизированного корпуса числилось 513 танков.

### Наличие техники на 1 июня 1941 года
По состоянию на 1 июня 1941 года в составе 14-го механизированного корпуса числилось 518 танка.

### Наличие танков на 22 июня 1941 года
|                              | БТ-7 | Т-26  | ХТ | Т-37/38 | Всего | БА-20 | БА-10 | Всего |
| ---------------------------- | ---- | ----- | -- | ------- | ----- | ----- | ----- | ----- |
| Управление                   | 6    |       |    |         | 6     |       |       |       |
| 22-я танковая дивизия        |      | 238/3 | 16 | 5       | 259/3 | 6     | 8     | 14    |
| 30-я танковая дивизия        |      | 189   | 8  |         | 197   | 5     |       | 5     |
| 205-я моторизованная дивизия |      | 56    |    | 5       | 61    | 12    | 13    | 25    |
| Всего                        | 6    | 483/3 | 24 | 10      | 523/3 | 23    | 21    | 44    |

## Командно-политический состав корпуса

### Командиры корпуса
- Оборин, Степан Ильич (с марта по июнь 1941 года), генерал-майор

### Заместитель по политической части
- Иван Васильевич Носовский, полковой комиссар (с 20 марта 1941 — по 30 июня 1941 года, погиб)